# Клер Іган
Клер Іган (англ. Clare Egan; нар. 19 листопада 1987 року, Кейп-Елізабет, штат Мен, США) — американська біатлоністка, учасниця Олімпійських ігор 2018 року у Пхьончхані, призер етапу Кубка світу.
У 2018 році обрана головою комісії спортсменів Міжнародного союзу біатлоністів.

## Освіта
Велику увагу Клер приділяє своїй освіті, закінчила Університет Нью-Гемпшира, отримала диплом магістра лінгвістики зі спеціальності «міжнародні відносини», знає шість мов (англійську, іспанську, французьку, італійську, німецьку та корейську).

## Кар'єра
Займатися спортом Клер Іган розпочала досить пізно — у середній школі почала захоплюватися лижними перегонами. Виступала за команду університету, її визнавали одної з найкращих спортсменок. Брала участь у Чемпіонаті США з лижних перегонів. Із сезону 2012/2013 перейшла у біатлон і одразу виграла Чемпіонат США у гонці масстарт.
Дебют Клер Іган на міжнародній арені відбувся на етапі Кубка IBU у Душники-Здруй у січні 2015 року, де у спринтерській гонці спортсменка фінішувала аж 77. Але вже за дві тижні стартувала на етапі Кубка світу в італійській Антерсельві, де тренер довірив їй пробігти естафету. Непогано зарекомендувавши себе, Клер була обрана на Чемпіонат світу 2015 роки у Контіолахті, де у спринтерській гонці фінішувала на 39 місці та отримала перші очки у заліку Кубку світу.
З того року американка щільно закріпилась у біатлонній збірній і бере участь у всіх міжнародних турнірах, у тому числі в Зимових Олімпійський іграх 2018 року у південнокорейському Пхьончхані. На головному старті чотирирічки Клер посіла місце у сьомому десятку в особистих гонках (62 місце — в індивідуальній гонці, 61 місце — у спринті) і 13 місце у жіночій естафеті.
У березні 2018 року, невдовзі після Олімпіади-2018, Клер Іган обрали у комісію спортсменів IBU строком на чотири року. Оскільки вона набрала найбільшу кількість голосів — 130, то біатлоністку призначили головою комісії.
У сезоні 2018/2019, на грудневому етапі у Поклюці Іган вперше потрапила у топ-10 у гонці Кубку світу, де посіла шосте місце у гонці-переслідуванні. А перший подіум американки на Кубку світу стався у самій останній гонці сезону — 24 березня 2019 року, третє місце у масстарті у Гольменколлені.

## Виступи

### Зимові Олімпійські ігри
| Змагання       | Індивідуальна гонка | Спринт | Гонка-переслідування | Мас-старт | Естафета | Змішана естафета |
| -------------- | ------------------- | ------ | -------------------- | --------- | -------- | ---------------- |
| 2018 Пхьончхан | 62                  | 61     | —                    | —         | 13       | —                |

### Чемпіонати світу
| Змагання         | Індивідуальна гонка | Спринт | Гонка-переслідування | Мас-старт | Естафета | Змішана естафета |
| ---------------- | ------------------- | ------ | -------------------- | --------- | -------- | ---------------- |
| 2015 Контіолахті | 51                  | 39     | 52                   | —         | 12       | —                |
| 2016 Осло        | 66                  | 84     | —                    | —         | 13       | —                |
| 2017 Гохфільцен  | 22                  | 20     | 41                   | 24        | 14       | 16               |
| 2019 Естерсунд   | 53                  | 11     | 12                   | 26        | 9        | 19               |

## Статистика стрільби
| Сезон   | Загальна       | Індивідуальна гонка | Спринт       | Гонка-переслідування | Мас-старт     | Естафета      |
| ------- | -------------- | ------------------- | ------------ | -------------------- | ------------- | ------------- |
| 2019-20 | 83.3 (264/317) | 83.3 (50/60)        | 81.4 (57/70) | 83.3 (50/60)         | 85.0 (17/20)  | 84.1 (90/107) |
| 2018-19 | 81.1 (396/488) | 76.7 (46/60)        | 83.3 (75/90) | 82.9 (116/140)       | 84.0 (84/100) | 76.5 (75/98)  |
| 2017-18 | 74.6 (197/264) | 80.0 (48/60)        | 72.5 (58/80) | 75.0 (30/40)         | 80.0 (16/20)  | 70.3 (45/64)  |
| 2016-17 | 78.0 (312/400) | 78.3 (47/60)        | 81.1 (73/90) | 78.6 (110/140)       | 80.0 (16/20)  | 73.3 (66/90)  |
| 2015-16 | 79.6 (214/269) | 81.7 (49/60)        | 82.5 (66/80) | 80.0 (32/40)         | 0.0 (0/0)     | 75.3 (67/89)  |
| 2014-15 | 63.9 (85/133)  | 75.0 (30/40)        | 53.3 (16/30) | 65.0 (13/20)         | 0.0 (0/0)     | 60.5 (26/43)  |